# James Lord Pierpont
James Lord Pierpont, född 25 april 1822 i Boston, Massachusetts, USA, död 5 augusti 1893 i Winter Haven, Florida, USA var en amerikansk sångtextförfattare, arrangör, organist och kompositör, främst känd för att ha skrivit sången "Jingle Bells".

### Fotnoter
1. ↑  Lewis, Dave "James Pierpont Biography", Allmusic, läst 16 december 2011